# Hadž
Hadž ali tradicionalno romanje v Meko je peti od petih stebrov sunitske veje Islama ter ena od desetih vej šiitskega islama. Hadža se mora vsaj enkrat v življenju udeležiti vsak odrasel musliman, ki je zdrav in ima dovolj finančnih sredstev, da si to lahko privošči. Tako je hadž življenjski cilj vsakega muslimana. Za nemuslimane je sodelovanje na romanju prepovedano.
Verniki morajo najprej hitro, nato pa počasi obkrožiti Kaabo, kocko na dvorišču mošeje v Meki. Zaradi velike množice ljudi so se v preteklosti pogosto dogajale tragedije, saj je nenadzorovana množica poteptala nekatere vernike. Nesreče pa so se dogajale tudi med obrednim t. i. kamenjanjem hudiča, saj so ljudje zaradi udarcev kamnov umrli.   

## Mali hadž
Ob prihodu v Meko vsak udeleženec romanja (imenovan hadži) opraviti več obredov, s katerimi se spomni življenja Abrahama in Hagar. Tako mora najprej štirikrat obkrožiti Kaabo znotraj Velike mošeje v Meki v širšem krogu, nato pa še trikrat počasneje in bližje kocki, vse v obratni strani od urinega kazalca. Ta obred se imenuje tavaf. Nato sledi sedemkratna hitra hoja med Safo in Marvo, hriboma v bližini, s čimer se spomnijo Hagarinega divjega iskanja vode iz Zamzamskega vodnjaka, preden ji ga je pokazal Alah. Ta dva obreda se imenujeta umra, včasih pa se ju poimenuje tudi kot mali hadž. Večina vernikov ob tem tudi pije vodo iz omenjenega vodnjaka in si odstriže nekaj las, vendar pa to dvoje ne predstavlja uradnega dela rituala.
Nekateri verniki se nato odločijo obiskati sveto mesto Medina, čeprav to ni del uradnega hadža. Tam obiščejo Prerokovo mošejo in Mohamedovo grobnico, ki je ob mošeji. Prav tako sta tam tudi zadnja počivališča Abuja Bakra in Umarja.

## Veliki hadž
Al hadžul ali veliki hadž po navadi sledi noči ali nočem, ki so jih verniki preživeli v Medini, čeprav obisk Medine ni nujen za izvedbo hadža. Verniki imajo tri dolžnosti, ki jih morajo izpolniti, da opravijo hadž:
1. obisk gore Arafat, kjer morajo ostati celo popoldne, dokler se ne spusti tema. Na pobočju se zbere nepregledna množica vernikov, ki se poglobijo vase. Krožna pot do gore, kjer je imel po muslimanskem izročilu prerok Mohamed svojo zadnjo pridigo, po nekaterih podatkih traja od tri do pet dni. Med obiskom gore sicer ni nobenih predpisanih dejavnosti, vendar pa se večina vernikov takrat pogovarja z Alahom in razmišlja o svojih življenjih.
2. ko se vrnejo z Arafata, se verniki namenijo do mesta Mine, ki leži v bližini Meke, in sodelujejo v kamenjanju hudiča. Verniki s planote Muzdalifa poberejo kamenje in ga mečejo v tri stebre v Mini. Ti namreč predstavljajo hudiča - pri prvem in največjem je Abrahama preizkušal zaradi žrtvovanja Išmaela, pri drugem je preizkušal Hagar, pri tretjem pa je Išmaela skušal prepričati, naj se ne žrtvuje. Vsakič je bil zavrnjen in metanje kamenja predstavlja te zavrnitve.
3. temu sledi še drugi tavaf okoli »Kaabe« v Veliki mošeji v Meki.

## Običaji
Veliko moških si po kamenjanju obrije glavo, ženske pa si odstrižejo koder las. S tem simbolično nakažejo ponovno rojstvo, saj so bili s sodelovanjem na hadžu očiščeni vseh grehov. 
Del obreda je tudi Ihram
Za nemuslimane je sodelovanje v hadžu prepovedano, saj je obisk svetih mest po savdskih zakonih prepovedan. V preteklosti se je zgodilo, da so divje množice poteptale ali na kakšen drugačen način ubile nemuslimane, ki so se udeležili hadža. Nekaj nemuslimanov pa se je hadža udeležilo pod pretvezo, da so muslimani in na ta način jim je uspelo sodelovati pri tem vrhunskem verskem doživetju.

### Datum hadža
Datum hadža določa islamski koledar (znan kot hidžri koledar), ki temelji na lunarnem letu. Vsako leto se dogodki hadža odvijajo v desetih dneh, začenši 1. in končajo 10. dulhidža, dvanajstega in zadnjega meseca islamskega koledarja. Med temi desetimi dnevi je 9. dulhidža znan kot Dan Arafe in ta dan se imenuje dan hadža. Ker je islamski koledar lunarni in je islamsko leto približno enajst dni krajše od gregorijanskega, se gregorijanski datum hadža iz leta v leto spreminja. Tako se vsako leto v gregorijanskem koledarju romanje začne enajst dni (včasih deset dni) prej. To povzroča, da je lahko sezona romanja v enem gregorijanskem letu tudi dvakrat, kar se zgodi vsakih 33 let. Zadnjič se je to zgodilo leta 2006.
Spodnja tabela prikazuje gregorijanske datume hadža zadnjih let:
| leto (gregorijanski koledar) | datum      | leto (islamski koledar) |
| ---------------------------- | ---------- | ----------------------- |
| 2019                         | 10. avgust | 1440                    |
| 2020                         | 30. julij  | 1441                    |
| 2021                         | 19. julij  | 1442                    |
| 2022                         | 8. julij   | 1443                    |